# Gammel dansk hønsehund
Den gamle danske hønsehund var digterpræsten Steen Steensen Blichers tro følgesvend på jagtture i det jyske hedelandskab. Racen er en jagthund af gruppen af stående hunde.
Det var en hundeopkøber, Morten Bak, fra Glenstrup Sogn mellem Randers og Hobro, der skabte racen. Han parrede omkring 1710 jyske gårdhunde med udenlandske racer, sandsynligvis spanske pointere og spansk-portugisiske kærrehunde, som han havde købt af sigøjnerne. Hundene kaldtes i første omgang Bakhunde, senere danske hønsehunde, før de fik deres nuværende navn. Efter et større avlsarbejde kom seks hønsehunde til Orebygård på Lolland, hvorfra avlen spredtes til andre af landets godser, og hvorfra Blicher i øvrigt også hentede sine danske hønsehunde.
Racen gik efterhånden på retur, fordi jagtmetoderne skiftede, og godserne udskiftede den danske hønsehund med hurtigere, engelske racer. Omkring 1915 var racen derfor i overhængende fare for at uddø.
Under 2. verdenskrig, hvor de nationale følelser vaktes i befolkningen, kom der imidlertid atter interesse for den danske hønsehund. Et omfattende opsporingsarbejde blev iværksat, da der fandtes et par ægte, danske hønsehunde hos familien Bansen på Ærø. Christian Bansen og senere Johannes Matzen fra Nysted, der var efterkommer af Morten Bak, påbegyndte da et større ophjælpningsprojekt. Den 1. maj 1947 stiftedes Klubben for Den Gamle Danske Hønsehunderace i Danmark med Christian Bansen som formand.
Inden for de senere år har hønsehunden imidlertid atter opnået stor udbredelse. Renæssancen skyldes især den populære tv-journalist, Poul Thomsens hønsehund, Balder, der blev berømt gennem sin stilfærdige medvirken i Dus med dyrene og Julekalenderen.